# Tadasuke
Tadasuke (タダスケ, Tadasuke), né le 13 janvier 1986 à Suita, Osaka, Japon est un catcheur japonais, qui est principalement connu pour son travail à la Pro Wrestling Noah.

## Carrière

### Pro Wrestling Noah (2016–...)
En Février, Tadasuke, Daisuke Harada, Hayata et Yo-Hey forment un nouveau groupe nommé "Ratel". Le 12 mars, lui et Daisuke Harada perdent contre Hi69 et Taiji Ishimori et ne remportent pas les GHC Junior Heavyweight Tag Team Championship,.

#### KONGOH (2020-2023)
Lors de Kawasaki Go!, lui et Aleja perdent contre Stinger (Seiki Yoshioka et Yuya Susumu) et ne remportent pas les GHC Junior Heavyweight Tag Team Championship.
Lors de Wrestle Kingdom 16 - Tag 3, lui, Katsuhiko Nakajima, Kenoh, Manabu Soya et Aleja perdent contre Los Ingobernables de Japón (Tetsuya Naitō, Shingo Takagi, Sanada, 
Hiromu Takahashi et Bushi).
Lors de Wrestle Kingdom 17 In Yokohama Arena, il bat Bushi.

#### Good Looking Guys (2023-2024)
Lors de Green Journey In Sendai 2023, lui et Yo-Hey battent Yoshinari Ogawa et Eita et remportent les GHC Junior Heavyweight Tag Team Championship ,. Lors de Star Navigation 2023, ils conservent leur titres contre Alpha Wolf et Dragon Bane. Lors de Sunny Voyage 2023, ils conservent leur titres contre Atsushi Kotoge et Seiki Yoshioka. Lors de Star Navigation 2023, ils perdent leur titres contre Stinger (Chris Ridgeway et Daga).

#### Team 2000 X (2025-...)
Le 2 mars 2025, il se retourne contre RATEL'S et rejoint Team 2000 X en aidant Ozawa à remporter le GHC National Championship et conserver le GHC Heavyweight Championship.

## Prises de finition et prises favorites
- Équipes et clans
  - KONGOH (2020-2023)
  - Good Looking Guys (2023-2024)
  - Team 2000 X (2025-...)

## Palmarès
- Osaka Pro Wrestling
  - 1 fois Osaka Pro Wrestling Battle Royal Championship
  - 1 fois Osaka Pro Wrestling Championship
  - 3 fois Osaka Pro Wrestling Tag Team Championship avec Orochi (1), Hayata (1), et Kazuaki Mihara (1)
  - Osaka Pro Wrestling 6 Person Tag Tournament (2012) avec Daisuke Harada et Hayata
  - Osaka Tag Festival (2012) avec Hayata
  - Tenno-zan (2016)

- Pro Wrestling NOAH
  - 3 fois GHC Junior Heavyweight Tag Team Championship avec Daisuke Harada (1) et Yo-Hey (2)